# Karel Domin
Karel Domin (Kutná Hora, 4 de maio de 1882 – Praga, 10 de junho de 1953) foi um botânico e político Checo.
Após concluir os estudos no ginásio em Příbram, estudou botânica na Universidade Carolina, em Praga, e graduou-se em 1906. Entre 1911 e 1913, publicou diversos artigos importantes sobre taxonomia australiana. Em 1916, foi nomeado professor de botânica. Domin especializou-se em fitogeografia, geobotânica e taxonomia de plantas. Tornou-se membro da Academia de Ciências da Tchecoslováquia, publicou diversas obras científicas e fundou um instituto de botânica na universidade. A escala Domin, um método amplamente utilizado para classificar uma área padrão com base no número de espécies de plantas encontradas nela, recebeu seu nome. Domin editou a série de exsicatas Flora Čechoslovenica exsiccata (1929-1936) junto com Vladimír Krajina.
1. ↑  «Domin, Karel - botanical collector». www.anbg.gov.au. Consultado em 15 de janeiro de 2025